# Governatorato di Helwan
Il governatorato di Helwan (in arabo: محافظة حلوان) è stato un governatorato dell'Egitto, situato nel nord del paese (basso Egitto). È stato creato nell'aprile 2008, a partire da territori precedentemente appartenuti al governatorato del Cairo in due governatorati. È stato soppresso e riassorbito nel Cairo nel 2011.
Comprendeva i sobborghi di Il Cairo e le zone rurali del sud della regione; la sua capitale è Helwan, più esattamente include i distretti di Maadi, Helwan, 15th May, El-Sherouk, El-Obour, Badr, distretti di New Cairo come Madinaty ed El-Rehab, e distretti del Quinto compound come El-Tagammu e El-Khames. La città di Helwan comprende distretti quali Wadi Hof, Hadayek Helwan e Maasara.